# The Rutles
The Rutles (i Pre-fab Four) erano una parodia dei Beatles creata dal comico inglese Eric Idle. Le loro canzoni sono state composte da Neil Innes.
Creati come breve sketch per il programma comico inglese Rutland Weekend Television di Idle, i Rutles acquisirono fama grazie al falso documentario All You Need Is Cash (1978). L'ex-Beatle George Harrison apparve nel film tv in un piccolo cameo e diede la sua consulenza al progetto. Incoraggiato dal riscontro positivo allo sketch, il film venne scritto da Idle, che lo co-diresse insieme al regista Gary Weis. Innes compose 20 canzoni in "stile Beatles", che furono pubblicate nell'album The Rutles, colonna sonora del documentario, nel 1978. Nel 1996 il primo album fu seguito da Archaeology, parodia del recente progetto Anthology dei Beatles.
Un secondo film, The Rutles 2: Can't Buy Me Lunch, modellato sullo speciale tv The Beatles Revolution del 2000, venne prodotto nel 2002 e distribuito negli Stati Uniti in DVD nel 2003.

## La band
I membri dei Rutles in All You Need Is Cash erano:
- Ron Nasty - parodia di John Lennon - interpretato da Neil Innes
- Dirk McQuickly - parodia di Paul McCartney - interpretato da Eric Idle (la voce nelle canzoni è di Ollie Halsall)
- Stig O'Hara - parodia di George Harrison - interpretato da Ricky Fataar
- Barry Wom (n. Barrington Womble) - parodia di Ringo Starr - interpretato da John Halsey
- (solo nel periodo di Amburgo) "Leppo, il quinto Rutle" - parodia di Stu Sutcliffe - interpretato da Ollie Halsall

I membri dei Rutles in Rutland Weekend Television e Saturday Night Live erano:
- Ron Nasty - interpretato da Neil Innes
- Dirk McQuickly - interpretato da Eric Idle
- Stig O'Hara - interpretato da David Battley
- Kevin - parodia di Pete Best - interpretato da John Halsey

Sull'album Archaeology, Neil, Barry, e Ricky usano i loro veri nomi. Ollie Halsall morì prima della produzione dell'album, ma alcuni brani sono registrazioni del 1978, e hanno la sua voce.
Il logo della Rutles Corporation è una banana sbucciata a metà (parodia di quello della Apple Corps dei Beatles).

## La loro storia (reale)

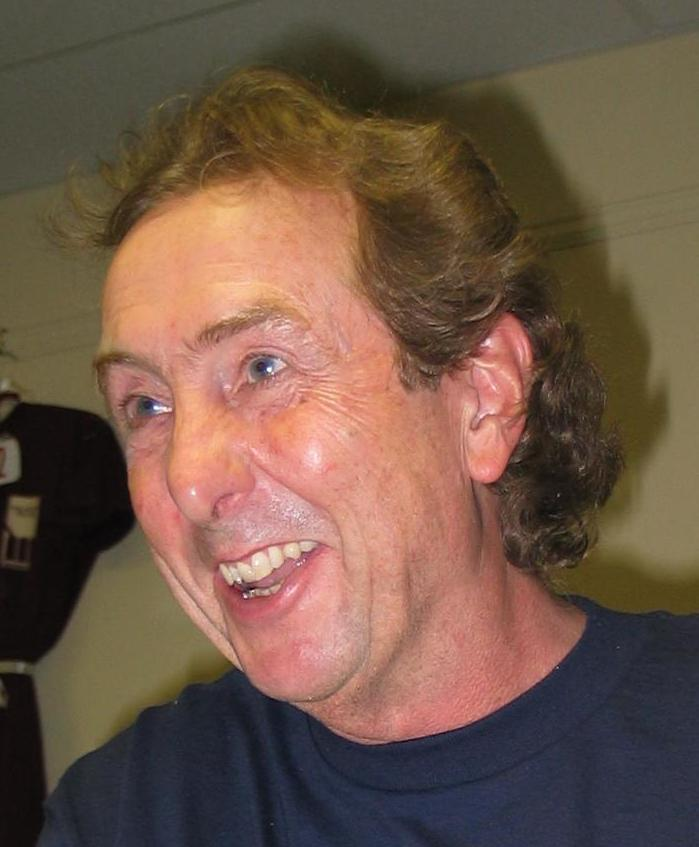
Eric Idle nel 2003

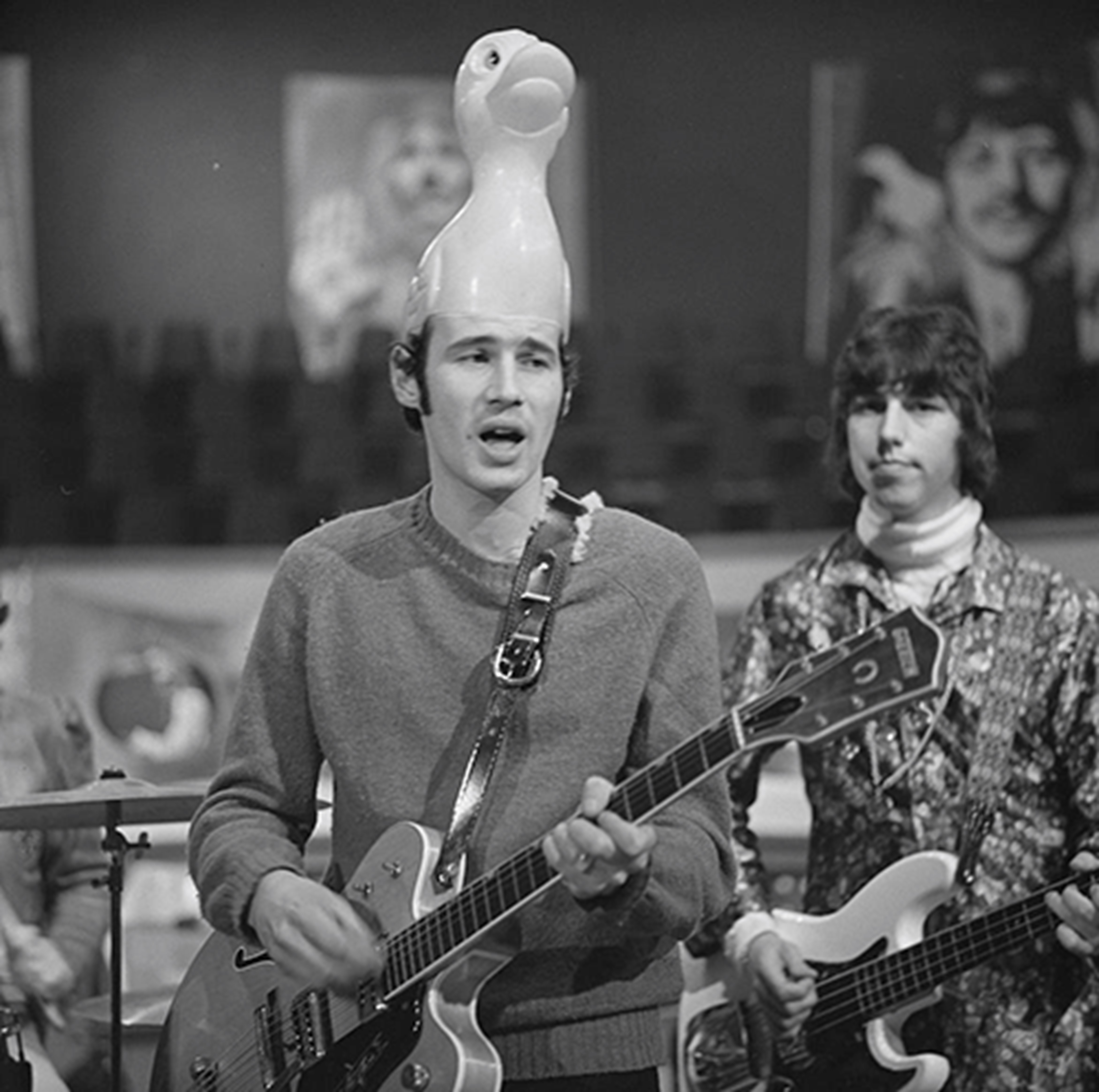
Neil Innes nel 1968

I Rutles nacquero nel 1975 come sketch nella serie televisiva di Eric Idle sulla BBC Rutland Weekend Television. Il Rutland era la più piccola contea britannica fino alla riorganizzazione delle amministrazioni locali avvenuta nel 1974, quando cessò letteralmente di esistere (in seguito è stata nuovamente creata). Eric Idle pensò sarebbe stato divertente fare il capo di un finto canale televisivo di questa insignificate locazione rurale.
Il titolo dello spettacolo allude al reale canale televisivo London Weekend Television; a Londra c'erano due canali affiliati alla Independent Television (ITV), uno che trasmetteva da lunedì a venerdì e l'altro nei weekend. Una stazione televisiva in Rutland sarebbe già stata minuscola: figuriamoci una TV "per i weekend". Lo sketch iniziale presentava un segmento intitolato A Hard Day's Rut dove il musicista Neil Innes (già della Bonzo Dog Doo-Dah Band) canta con i suoi Rutles il brano I Must Be In Love, un bel pastiche di alcuni dei primi brani del duo Lennon-McCartney.
La cosa più affascinante dei Rutles per gli appassionati di musica erano i numerosi collegamenti tra i Beatles, i Bonzo e il gruppo dei Monty Python. I Beatles erano dei grandi ammiratori dei Bonzo, tanto che li vollero nel cast del loro film del 1967 Magical Mystery Tour e Paul McCartney produsse il loro hit del 1968 I'm The Urban Spaceman. Innes e i membri dei Python avevano lavorato insieme alla fine degli anni sessanta sul programma TV cult Do Not Adjust Your Set. George Harrison era un fan sfegatato dei Python: oltre ad avere un cameo nel film dei Rutles (vedi sotto), la sua compagnia HandMade Films accettò la produzione di Brian di Nazareth dopo che i primi produttori si ritirarono, temendo che l'argomento del film fosse troppo controverso.
Durante la serie televisiva si videro delle copie di un album dei Rutles (Finchley Road) e un singolo (Ticket To Rut). Nel 1976 la BBC Records produsse The Rutland Weekend Songbook, un album con 23 brani compresi due pezzi dei Rutles: I Must Be In Love e The Children of Rock and Roll (in seguito rielaborato come Good Times Roll).
Quando due anni dopo venne chiesto a Eric Idle di apparire allo spettacolo della NBC Saturday Night (che divenne poi Saturday Night Live), portò con sé  Neil Innes e inserì parte del materiale dei Rutles in un paio di sketch che ebbero un grande successo. Memorabile la scena di Innes truccato da Lennon che entra in studio, si siede a un pianoforte tutto bianco, e inizia a cantare Cheese and Onion. Venne così suggerito loro di fare un programma più lungo: si giunse così al "documentario" del 1978 All You Need Is Cash. Il film si presenta come un documentario sulla storia della band, una presa in giro della storia dei Beatles. Da notare che era appena apparso un documentario (The Beatles Compleat) sui Quattro di Liverpool, e infatti la trama del film dei Rutles è parallela a questo.
Il film è stato uno dei primi "falsi documentari". Sono interessanti i cameo di varie stelle dello spettacolo: oltre a George Harrison, che fa la parte di un giornalista televisivo che fa un'intervista davanti alla Rutle Corps HQ senza notare il flusso di persone che escono dall'edificio con roba rubata (un riferimento al fiasco della beatlesiana Apple Boutique e alla disorganizzazione completa dell'Apple Corps), il film vede anche la partecipazione del collega di Idle nei Python Michael Palin, di John Belushi e Dan Aykroyd (Saturday Night Live, Blues Brothers), di Bianca Jagger come una delle donne dei Rutles, di Ron Wood come Hells Angels e di Mick Jagger e Paul Simon come sé stessi, oltre a Bill Murray e Gilda Radner. La prima versione pubblicata del film è stata quella editata per la TV lunga 66 minuti; la versione in commercio oggi è di 72 minuti.
Nasty formò una band dopo i Rutles: la Plastic Ono Bonzo Dog Doo-Dah Band (una parodia della vera band di Innes, la Bonzo Dog Doo-Dah Band, e un richiamo alla Plastic Ono Band). L'unico posto in cui essa viene menzionata è un articolo del 1996 su Goldmine a proposito di Archaeology.
Nel 2002 fu pubblicato un secondo finto documentario, intitolato The Rutles 2: Can't Buy Me Lunch, in cui Idle riprende il ruolo del giornalista. Il film è costituito da finte interviste a personaggi dello spettacolo sul loro rapporto con i Rutles, con spezzoni inediti del precedente film, mentre i brani musicali presentati sono tratti da Archaeology. Il DVD è uscito per il solo mercato nordamericano.

## La loro storia (fittizia)
Ron Nasty incontrò per la prima volta Dirk McQuickly nel gennaio 1959, all'indirizzo ormai storico di Egg Lane 43, Liverpool. Dopo che a loro si unì Stig O'Hara, iniziarono a suonare come un trio. Dopo 18 mesi, scoprirono Barry Wom che si nascondeva nel loro furgone, e la formazione classica era così completa.
Nel 1960, per suggerimento dell'allora loro manager Arthur Scouse (che li aveva avuti da gestire per una scommessa che aveva perso), andarono ad Amburgo, dove, con il quinto membro del gruppo Leppo, suonarono in tutti i locali sulla Reeperbahn. Leppo fu tragicamente perso in transito nel viaggio di ritorno.
Nell'ottobre del 1961 il fato intervenne nella forma e altri attributi del farmacista senza una gamba Leggy Mountbatten che, cadendo una notte nel Cavern Club, decise che gli piacevano i pantaloni (e altri attributi) dei ragazzi. Divenne il loro manager, rimise in sesto la loro immagine, e li presentò alle principali case discografiche. Alla fine firmarono per la Parlourphone: il loro primo album, inciso in 20 minuti (ma il secondo ne richiese ancora di più!), divenne un enorme successo. Per dicembre 1963 erano diventati il fenomeno più importante nel campo musicale, con diciannove loro brani nella Top 20 inglese.
Il 1964 vide la Rutlemania raggiungere tutto il mondo e oltre. Il gruppo conquistò in un attimo gli Stati Uniti, mentre il libro di prosa comica Out of me Head di Nasty dominò le liste dei best seller. Nel luglio di quell'anno uscì il primo film del gruppo, A Hard Day's Rut, seguito nel 1965 da Ouch!. A quel tempo, la Rutlemania aveva raggiunto un picco tale che controllare la folla era un problema serio. Nell'agosto del 1965, i prefab four tennero un concerto da tutto esaurito nello stadio newyorkese Ché Stadium ("chiamato così dal nome del guerrigliero cubano Ché Stadium", non dal Che Guevara), giungendo un giorno prima per potersene andare in pace prima che arrivasse il pubblico.
Nel 1966 scoppiò una controversia quando venne citata una frase di Ron Nasty, in cui diceva che il gruppo era "bigger than God". Nasty insistette che la frase era stata male interpretata, e che aveva in realtà detto che essi erano più grandi di Rod, riferendosi a Rod Stewart che allora non era in effetti molto noto. La band ritornò in piena forma con il loro capolavoro del 1967 Sergeant Rutter's Only Darts Club Band, anche se le controversie non si fermarono, soprattutto dopo che il gruppo affermò che l'album era stato scritto sotto l'influenza del tè, a cui erano stati introdotti da Bob Dylan. Quando Nasty fu arrestato per possesso di tè, ci fu una sollevazione nazionale, e venne pubblicato un annuncio sul Times che chiedeva la legalizzazione del tè. Il gruppo continuò ad ricevere pessime notizie. Mentre stavano con il mistico Arthur Sultan a Bognor Regis, seppero che Mountbatten li aveva lasciati, emigrando in Australia. Alcuni critici affermano che a quel punto la band perse le proprie capacità. Il loro film TV troppo indulgente su quattro professori oxoniani che giravano per negozi britannici di tè, The Tragical History Tour, venne considerato un fallimento, nonostante il successo della colonna sonora, comprendente classici come W.C. Fields Forever e Piggy in the Middle.
Nell'aprile 1968 il gruppo lanciò la sua nuova casa discografica, Rutle Corps. Nonostante la scritturazione di alcuni promettenti talenti, soprattutto Arthur Hodgeson e i suoi Kneecaps, la pessima gestione finanziaria fece alla fine fallire l'etichetta. Fu in questa atmosfera che l'ultimo album del gruppo, Let it Rut, fu registrato. Subito dopo, la band si spaccò in mezzo a una serie di dispute legali, con McQuickly che citò Nasty e O'Hara, Wom che citò McQuickly, Nasty che citò O'Hara and Wom, e in mezzo alla confusione O'Hara citò accidentalmente se stesso. Wom ebbe un certo successo con il suo LP solista When You Find the Girl of Your Dreams in the Arms of some Scotsman from Hull, ma come gli altri membri finì rapidamente nell'oscurità, interrotta solamente nel 1978 da un documentario retrospettivo, All You Need Is Cash.

## Album dei Rutles (reali)
Una colonna sonora intitolata The Rutles con una serie di pastiche di canzoni beatlesiane fu commercializzata insieme al film All you need is cash. La copertina dell'album suggeriva l'esistenza di vari altri album dei Rutles, tra cui Tragical History Tour e Let it Rot. L'album contiene alcune ovvie prese in giro di canzoni dei Beatles, come Ouch! (Help!), Doubleback Alley (Penny Lane) e Get Up and Go (Get Back. Quest'ultima non fu inclusa nell'LP originale perché troppo simile all'originale). Il vero tributo sta però nella sottile miscela di elementi da molti classici di Lennon-McCartney e Harrison. Occorre ascoltare parecchie volte il disco per scoprire tutti i riferimenti presenti nei titoli, testi, melodie e strutture armoniche: i primi due sono generalmente territorio di Innes, mentre gli altri di Halsall, che è anche il responsabile del "Rutles' sound" così simile a quello dei Beatles. L'attenzione per i dettagli è maniacale. Ad esempio, Love Life è essenzialmente una parodia di All You Need Is Love. Bene: quest'ultima inizia con un'orchestra che suona la Marsigliese, e continua su un solo canale per qualche secondo, fino a che il contrabbasso entra sull'altro canale per riprendere la versione stereofonica. In Love Life l'inizio del brano è orchestrale, e viene suonato John Brown; la canzone continua su un solo canale per qualche secondo, fino a che il contrabbasso entra sull'altro canale.
Non fosse per i testi indubbiamente ironici, sarebbe difficile distinguere le canzoni da veri brani dei Beatles: come già detto, il bootleg dei Beatles Indian Rope Trick del 1978 contiene il brano dei Rutles Cheese and Onions, attribuendolo a John Lennon. Nell'album originale mancano alcuni brani che sono stati riproposti nella versione CD del 1990.
La banda si riunì (senza Eric Idle) a metà degli anni novanta per qualche sporadico concerto; nel 1996 uscì un nuovo album, The Rutles Archaeology, una presa in giro della beatlesiana Anthology che era uscita quell'anno. La conferenza stampa vide Ron Nasty disseppellire platealmente un nastro che sarebbe dovuto rimanere sotto terra per qualche secolo in modo che venisse scoperto dai posteri; il suo commento al riguardo fu "Ho cambiato idea". Molti dei brani nell'album sono parodie del periodo di Sgt. Pepper: in effetti alcuni di essi non erano nate come canzoni Rutles, e sono state appositamente riadattate per la pubblicazione nell'album.
La versione giapponese di Archaeology contiene quattro 4 bonus tracks: Lullaby, Baby S'il Vous Plait, It's Looking Good (rehearsal), e My Little Ukelele. 
In Giappone è stato pubblicato un album tributo, Rutles Highway Revisited, con versioni degli "originali Rutles" cantate da gruppi locali.

### Bootleg
Tra i bootleg disponibili ci sono Hard Days Rut, Rehearsal, Sweet Rutle Tracks, Rutles To Let, Sgt Rutters Only Darts Club Band, e Rutland's Rare Rutles Revisited. Le sessioni di prova del 1978 sono state pubblicate su vari bootleg, e contengono diverse chicche, tra cui Piggy In The Middle con il testo che appare nelle note dell'LP e un brano mai pubblicato intitolato Plenty Of Time (cover di una canzone di Grimms).

## Altri album dei Rutles (fittizi)

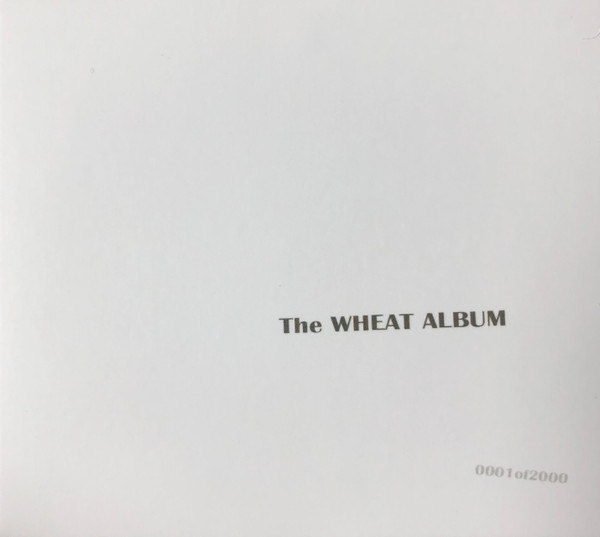
Il "Wheat Album" dei Rutles

- Meet The Rutles (Parlourphone, 1963 - uscito in UK come Please Rut Me), contiene: Please Rut Me - Rut Me Do - Hold My Hand - Blue Suede Schubert - Twist and Rut
- With The Rutles (Parlourphone, 1963)
- A Hard Day's Rut (colonna sonora del film - Parlourphone, 1964), contiene: A Hard Day's Rut - I Must Be In Love - With a Girl Like You  - Between Us - Can't Buy Me Lunch
- Rutles for Sale (Parlourphone, 1964), contiene: Living In Hope
- This Is... The Savage Young Rutles (Savage, 1964)
- Ouch! (colonna sonora del film - Aristophone/IOU, 1965), contiene: Ouch! - Ticket to Rut
- Rutle Soul (Parlourphone, 1965 - uscito negli Stati Uniti come Rubbery Mole: Capatol, 1966), contiene: It's Looking Good
- Revolter (Parlourphone, 1966), contiene: Yellow Submarine Sandwich - Got to Get You Into My Rut
- Yesterday, Tomorrow, and Lunchtimes (uscito solo negli Stati Uniti - Capatol, 1966)
- Travolta (concept album non pubblicato, 1966)
- Sgt. Rutter's Only Darts Club Band (Parlourphone, 1967), contiene: Sgt. Rutter's Only Darts Club Band - With a Rutle Help from My Friends - Lucy In Disguise with Rutles - Good Times Roll - Nevertheless - Sgt. Rutter's Only Darts Club Band (reprise)
- Tragical History Tour (colonna sonora del film - Parlourphone, 1967), contiene: Love Life - I Am the Waitress - W.C. Fields Forever - Piggy in the Middle - Your Mother Should Go
- The Rutles (alias The Wheat Album - album doppio - Rutle, 1968), contiene: Let's Be Natural - While My Guitarist Gently Sleeps - Another Day
- The Triangular Album (Rutle, 1968)
- Yellow Submarine Sandwich (colonna sonora del film - Rutle, 1969), contiene: Yellow Submarine Sandwich - Cheese and Onions - All You Need Is Lunch
- Get Up and Go, Un album perduto, che poi divenne Let It Rot. Vennero registrate versioni iniziali di canzoni che poi apparvero su Let It Rot e Shabby Road.
- Shabby Road (Rutle, 1969), contiene: Eine Kleine Middle Klasse Musik - Here Comes Your Mom - The Lunch You Make
- Let It Rot (Rutle, 1970), contiene: Get Up and Go
- Finchley Road (postumo - NSU, 1976), contiene: A Ticket to Rut

Album solisti (fittizi)
- When You Find the Girl of Your Dreams In the Arms of Some Scotsmen From Hull (Barry Wom - Rutle, 1969), contiene: When You Find the Girl of Your Dreams in the Arms of Some Scotsmen from Hull (Without Her)
- Ron Nasty/Polyvinyl Wicker Trio (Ron Nasty - Rutle, 1970)
- White Dopes On Punk (Dirk McQuickly & the Punk Floyd - Rutle, 1970), contiene: Maybe I'm Abused
- All Things Fall Down (Stig O'Hara - Rutle, 1971), contiene: My Sweet Rut - All Things Fall Down
- Spam (Dirk McQuickly - Rutle, 1971)
- Imitation Song (Ron Nasty, Rutle, 1971), contiene: Imitation Song
- Goodnight Vietnam (Barry Wom - Rutle, 1974), contiene: Goodnight Vietnam - Goodnight Vietnam (reprise)
- Band On The Loo (Dirk McQuickly & the Punk Floyd - Rutle, 1974)
- Triple Ecstasy (Ron Nasty & Chastity Hitler, Rutle, 1980)
- Somewhere in Rutland (Stig O'Hara - Rutle, 1981)
- Choose Rum (Barry Wom - Rutle, 2005)

## Reazioni dei Beatles
George Harrison fu coinvolto nel progetto fin dall'inizio. Il regista Gary Weis raccontò: "Un giorno eravamo seduti nella cucina di Eric, pianificando una sequenza molto irriguardosa nei confronti della "mitologia" della band e George arrivò e disse: «Noi eravamo i Beatles, lo sai!», poi scosse la testa e aggiunse: «Aw, non importa». Penso che fosse l'unico dei Beatles che poteva realmente capire l'ironia del tutto."
Harrison disse: «I Rutles mi liberarono dai Beatles in un certo modo. Fu l'unica cosa che vidi di quegli show sui Beatles che facevano in televisione. Fu veramente il migliore, il più divertente e il più graffiante. Ma allo stesso tempo, era fatto con amore».
A Ringo Starr piacquero le scene musicali nel film, ma pensava che i riferimenti in esso ai periodi tristi della band "colpissero troppo da vicino".
John Lennon adorava il film e si rifiutò di restituire il video e la colonna sonora che gli erano state date per l'approvazione. Tuttavia, egli disse a Innes che Get Up and Go era troppo simile a Get Back dei Beatles e di stare attento a non essere citato in giudizio dalla ATV Music, detentrice all'epoca dei diritti del catalogo dei Beatles. Di conseguenza, la canzone venne estromessa dall'album The Rutles del 1978.
Paul McCartney rispose sempre "no comment" riguardo ai Rutles. Secondo Innes: «Una volta Paul si trovò seduto al tavolo con Eric durante qualche premiazione, ed Eric mi raccontò che la situazione fu abbastanza glaciale». In seguito, Idle disse che McCartney cambiò idea perché a sua moglie Linda il film piacque moltissimo.
Eric Idle raccontò nel commento audio inserito nel DVD di All You Need Is Cash che Harrison e Starr arrivarono anche a discutere di formare una band con lui e Innes, e una volta lo stupirono accennando una versione di Ouch!.

## Leggenda della morte di Stig O'Hara (fittizia)
Parodiando la leggenda della morte di Paul McCartney, si racconta che Stig O'Hara, chitarrista solista dei Rutles, si tenne così tanto in disparte che nel 1969 iniziò a circolare la voce che fosse morto. Secondo questa voce, diventata una vera e propria leggenda metropolitana nel corso degli anni indicata con l'acronimo "SID" (Stig Is Dead"), egli sarebbe presumibilmente rimasto ucciso nel 1962 nell'incendio di un negozio di materassi ad acqua, e sostituito da una statua di cera e plastica proveniente dal museo di Madame Tussauds.

## Controversie
A seguito della pubblicazione nel 1978 dell'album The Rutles, la ATV Music, società all'epoca detentrice dei diritti di pubblicazione delle canzoni dei Beatles, fece causa a Innes per aver infranto le leggi sul copyright. Sebbene Innes assunse appositamente un esperto musicale per dimostrare l'originalità delle sue composizioni, alla fine fu costretto a negoziare un accordo economico extragiudiziale con la ATV con il quale si impegnava a versare il 50% delle royalties derivanti dalle 14 canzoni incluse nell'album. Inoltre, nei crediti di tutte le tracce furono aggiunti anche i nomi di John Lennon e Paul McCartney. Solamente le sei canzoni rimaste fuori dall'LP originale (ma quasi tutte eseguite nel film All You Need Is Cash) sono attualmente accreditate al solo Neil Innes: Baby Let Me Be, Between Us, Blue Suede Schubert, Get Up and Go, Goose Step Mama, e It's Looking Good.
Nel 1982, i Rutles restarono coinvolti, loro malgrado, in uno scandalo in qualche modo simile a quello della famigerata "Butcher Cover" dell'album Yesterday and Today dei Beatles. La Rhino Records, all'epoca una piccola etichetta di Los Angeles, pubblicò un album dal titolo  Beatlesongs, costituito da brani ispirati ai Beatles. Per la compilation, la Rhino acquistò i diritti di pubblicazione della canzone Hold My Hand dei Rutles dalla Warner Bros. Records. La copertina del disco era un'illustrazione opera di William Stout, che si era fatto un nome disegnando le copertine di vari bootleg dei Beatles negli anni settanta. Il suo disegno per la copertina mostra un assortito gruppo di fan dei Fab Four che include anche una caricatura di Mark David Chapman, l'assassino di John Lennon. Il fatto non venne recepito semplicemente come un gesto di cattivo gusto, ma bensì scatenò polemiche e grande indignazione. La Rhino corse ai ripari ritirando le copie dell'album con la copertina incriminata, ristampando il disco con una nuova copertina "innocua".